# José María Allely Núñez
José María Allely Núñez (1853, Cádiz - 1923) fue un pintor y escenógrafo español. Fue premiado en la Exposición Regional de 1878. Autor del decorado del teatro de Cádiz, quemado en 1881, y del telón de boca del teatro Principal de El Puerto de Santa María que representaba una vista de la población, igualmente desaparecido por el incendio del 24 de febrero de 1984.
- Datos: Q5942571